# James L. Brooks
James Lawrence "Jim" Brooks (n. 9 mai 1940, New York City, New York, SUA) este un regizor, scenarist și producător american de film. A regizat filmul Cuvinte de alint, pentru care a primit în 1984 trei Premii Oscar la categoriile cel mai bun film, cel mai bun regizor și cel mai bun scenariu adaptat.
A lucrat în televiziune începând cu 1964. 
A scris, regizat și produs Ultimele știri (Broadcasta News, 1987) și Mai bine nu se putea (As good as it gets, 1997).

## Legături externe
- James L. Brooks la Internet Movie Database
- James L. Brooks — știri și comentarii colectate la The New York Times